# 上を向いて歩こう 坂本九物語
『上を向いて歩こう〜坂本九物語〜』（うえをむいてあるこう〜さかもときゅうものがたり〜）は、2005年8月21日に放送された坂本九の一生を描いたテレビ東京制作の単発2時間ドラマである。
放送された2005年8月は、日本航空123便墜落事故（1985年8月12日発生。坂本九も犠牲となる）から20年を経過するため、8月12日に事故のドキュメンタリーと再現ドラマを組み合わせた特別番組がTBSとフジテレビで放送された（テレビ番組参照。TBSの『ボイスレコーダー』のドラマ部分では事故後、九への追悼として持ち歌が流れるシーンがある）。本作はそれらに続く番組と紹介する新聞やテレビ情報誌があったが、本作は核心の事故部分に関してある程度脚色している部分がある。
なお、本作の冒頭ではタイトルにもなっている「上を向いて歩こう」が流れるが、エンドロールで流れるのは「見上げてごらん夜の星を」である。
ビクターエンタテインメントより、DVDソフトが発売されている。劇中で使用した主演映画のポスターは坂本の顔に山口の顔を上から貼ったものである。

## あらすじ
1941年に川崎で出生した坂本九（当初の本名：さかもと ひさし）は、高校生の時にエルヴィス・プレスリーの物真似で人気者となり、その後バンドのメンバーとして芸能界デビューした。1961年に「上を向いて歩こう」の大ヒットで一躍スターダムに躍り出る。1970年代初頭、女優として人気上昇中であった柏木由紀子と出会い結婚。長年取り組み、特に晩年力を入れていた福祉活動、そして1985年の航空機事故で急逝し、柏木が九の亡骸と対面する所までが描かれた。
この作品では劇中、他系列である札幌テレビ（日本テレビ系列）の『ふれあい広場・サンデー九』も、同局の資料提供により再現されている。
坂本九の10代後半（青年期）から40代（壮年期）まで山口達也が通して演じた。
歌もスタジオとテレビのシーンでは坂本の歌声に併せ山口が口パクをしているがコンサートでは山口自身が歌っている。

### 坂本の最期の描かれ方
この作品は概ね事実を基に描かれているが、一部フィクションを織り交ぜている。その中で特筆するのは坂本の最期についてである。
ドラマでは1985年8月12日朝、坂本は自宅を出てNHKのFM収録後、友人に会うため大阪行きの航空機に搭乗し、航空機事故で亡くなるとなっている。
しかし、実際の坂本は事故前夜にテレビ新広島のローカルクイズ番組『クイズクロス5』の収録のため広島入りしており、事故当日に同番組の収録を行った後にNHKのFM収録のため一旦帰京している。
また、このドラマでは墜落した航空機の当事者である日本航空の社名（「日本航空」「日航」「JAL」など）を一切台詞（劇中劇の台詞も含む）に出さなかった。このドラマでは小宮勝広マネージャーの妻が「夫（小宮）は早い便に変えようとしたために一足早く羽田へ行ったのね」と言っていたが、この発言もフィクションである。しかし、一部のニュース映像についてはそのまま劇中で使われており、事故現場にあった「JAL」のロゴタイプが書かれた左主翼の残骸を上空から映した映像も、一瞬ではあるが使用されている。
ただ、この作品はあくまで事実を基にしたフィクションのドラマであり、ドキュメンタリードラマではない。またこの作品は坂本の生涯が中心で、亡くなった原因となった日本航空123便墜落事故を主眼に置いていないため、この作品では簡略化している部分もある。

## キャスト
- 坂本九 - 渡邉奏人（幼年期）→和久井裕貴（少年期）→山口達也(元TOKIO)
- 柏木由紀子（九の妻） - ともさかりえ
- 坂本寛（九の父） - 古谷一行
- 坂本いく（九の母） - 岡江久美子
- 大島せい（いくの母、九の祖母） - 南田洋子
- 野間照子（九の長姉） - 三原じゅん子
- 阿部喜久代（九の次姉） - 野村真美
- 坂本明（九の長兄） - 安部正弘（少年期）→国広富之
- 坂本健次（九の次兄） - 柴崎憂（少年期）→山下規介
- 坂本照明（九の三兄） - ささの堅大（幼年期）→村瀬継太（少年期）→大鶴義丹
- 坂本五（九の四兄） - 東圭太（少年期）→宮川一朗太
- 大島東（九の五兄） - 江藤一輝（幼年期）→鈴木翔吾（少年期）→袴田吉彦
- 遠藤八千代（九の三姉） - 岡山優花（幼年期）→斉藤晶（少女期）→舞坂ゆき子[1]
- 大島清（九の弟） - 石橋雅史
- 大島博文（九の弟） - 和田正人
- 大島花子（九の長女） - 橋口恵莉奈（幼年期）→中原世梨奈
- 大島舞子（九の次女） - 鎗田千裕（幼年期）→鈴木理子
- 岸部清（ドリフターズ） - 中山秀征
- 曲直瀬正雄（マナセプロ社長） - 大和田伸也
- 曲直瀬信子（九のマネージャー） - 加賀まりこ
- 小宮勝広（九のマネージャー） - 石橋保
- 小宮和子（小宮マネージャーの妻） - 小林綾子
- 永六輔（作詞家） - 吉田智則
- 中村八大（作曲家） - 山崎銀之丞
- 森山加代子（歌手） - 井上碧
- 小林勝彦（俳優） - 中泉英雄
- 長谷川明男（俳優） - 岡本光太郎
- 勝呂誉（俳優） - 伊東孝明
- 真佐子 - 越智静香
- 鳶子 - 浅利香津代
- 津田 - 三谷六九
- 警察署長 - 鈴木ヒロミツ（友情出演）
- 警官 - 高橋元太郎

- ナレーション - 赤平大（テレビ東京アナウンサー（当時））

## スタッフ
- 監督：木下高男（共同テレビ）
- 原作：坂本照明『星空の旅人 坂本九』、柏木由紀子『上を向いて歩こう』
- 脚本：ジェームス三木
- 音楽監督：義野裕明[注 2]
- プロデューサー：小川治・岡部紳二（テレビ東京）、岡本俊次（国際放映）
- コーディネイト：川原愼（テレビ東京）
- 技術協力：ビデオフォーカス
- 美術協力：舞クリエーション
- スタジオ：レモンスタジオ、スキップシティー
- 企画協力：マナセプロダクション、ホリプロ、アンクルキュウプロダクション
- 協力：ジャニーズ事務所
- 製作協力：国際放映
- 製作：テレビ東京

## 放送局
2005年8月21日にテレビ東京系列ほかで放送された。
- テレビ東京ではコンビネーションCD通信販売会社の玉音堂による一社提供で放送。